# Bir Ghbalou
Bir Ghbalou là một đô thị thuộc tỉnh Bouira, Algérie. Dân số thời điểm năm 2002 là 9.141 người.